# Cabdill perlat
El cabdill perlat (Hemitriccus margaritaceiventer) és un ocell de la família dels tirànids (Tyrannidae).

## Hàbitat i distribució
Habita boscos àrids, sabana, matolls espinosos i cerrado de les terres baixes al nord-est de Colòmbia i nord de Veneçuela, incloent l'illa Margarita a Colòmbia central, tepuis del sud de Veneçuela del centre i sud-est del Perú, Bolívia, nord de l'Argentina, Paraguai i sud del Brasil.